# Skylanders: Swap Force
Skylanders: Swap Force (рус. Скайлендеры: Сила обмена) — видео-игра в жанре платформера, третья игра в основной серии Skylanders и прямое продолжение игр Skylanders: Spyro's Adventure и Skylanders: Giants. Игра вышла в свет в октябре 2013-го года текущих системах, а затем в ноябре 2013-го была перевыпущена на консолях нового поколения. Основным нововведением этой части серии стало появление особых персонажей Swap Force, фигурки которых можно разделить надвое и собрать смешанного персонажа, сочетающего в себе способности двух оригинальных героев.

## Сюжет
Во время последней церемонии извержения вулкана, питающего Скайленд, произошла трагедия. Мать Каоса намерилась уничтожить вулкан, но группа Скайледеров защитила его. Но вулкан извергся, Скайлендеры поднялись в воздух. Извержение придало попавшим в него Скайледером невиданную способность — обмениваться туловищами и ногами, превратив их в Swap Force. Каос тем временем захватил остров Клаудбрик с помощью злодейских кристаллов, заполнив изменившиеся окрестности новыми злыми прихвостнями.

## Геймплей
Геймплей самой игры остался неизменен с прошлых игр серии за исключением того, что персонажи получили возможность прыгать при желании (для сравнения в двух прошлых играх персонажи могли прыгать только с помощью платформ-батутов). Игра продается вместе со специальным порталом, на котором игроки размещают фигурки персонажей, которые появляются на экране и становятся игровыми героями. В стандартные стартовые наборы входят по три фигурки, остальные продаются отдельно, как в единичных наборах, так и в комплектах. Фигурки от предыдущих двух игр серии совместимы со Skylanders: Swap Force. Кроме старых героев появилось 32 новых игровых персонажа (по 4 в каждой стихии), 16 из которых обладают умением обмениваться телами, создавая комбинированных героев. Из-за этого нововведения старые порталы не подходят для новой игры, так как не могут правильно воспринять верхние половины Скайлендеров Swap Force. Кроме того, в игре появились специальные зоны испытаний "Swap Zone", добраться в которые могут только персонажи с соответствующими нижними конечностями (напр. В "Swap Zone" с прыжками могут пройти лишь Fire Kraken и Rattle Shake благодаря сильным для прыжков ногам и скрученному как пружина хвостом соответственно; в "Swap Zone" с восхождением могут пройти лишь Wash Buckler и Spy Rise благодаря осьминожьим щупальцам и механическим паучьим ногам соответственно и т.д.). Вдобавок появились входы в спец-места, которые могут открыть либо двое обычных Skylanders (гиганты тоже засчитываются за обычных), либо Swap-Skylanders с частями тела нужных стихий. Что касается гигантов, то они могут открыть сейфы с деньгами, которые встречаются время от времени.

## Стартовые наборы
Как и в предыдущих играх Skylanders: Swap Force продается в виде стартовых наборов, включающих в себя саму игру, портал силы, три фигурки персонажей, а также постер со всеми персонажами игры. Стартовые наборы включают в себя следующие фигурки:

### Стартовый набор для консолей
- Wash Buckler (Swap Force - Стихия воды)
- Blast Zone (Swap Force - Стихия огня)
- Ninja Stealth Elf (Стихия жизни)

### Стартовый набор Nintendo 3DS
- Rattle Shake (Swap Force - Стихия нежити)
- Free Ranger (Swap Force - Стихия воздуха)
- Volcanic Lava Barf Eruptor (Стихия огня - уникальная раскраска)

### Стартовый набор Nintendo eshop
- Night Shift (Swap Force - Стихия нежити)
- Boom Jet (Swap Force - Стихия воздуха)
- Echanted Star Strike (Стихия магии - уникальная раскраска)

Остальные фигурки продаются отдельно и в наборах из нескольких фигурок. Наборы также могут включать в себя фигурки новых уровней или предметов. Для Skylanders: Swap Force было выпущено более 40 отдельных изданий фигурок и более 10 вариантов наборов.

## Саундтрек
Ещё до выхода игры 24 сентября 2013-го года был выпущен официальный саундтрек, включающий в себя 18 композиций, звучащих в игре:
1. The SWAP Force (2:19)
2. Braving Mount Cloudbreak (3:14)
3. Canopy Climb (2:38)
4. Welcome to Woodburrow (2:51)
5. Rescue the Chieftess (2:16)
6. Ride of Evil Glumshanks (1:36)
7. Iron Jaw Gulch (2:17)
8. Farewell Baron (2:38)
9. Surviving Motleyville (4:04)
10. Dangerous Coils (2:10)
11. Serpent's Peak (2:29)
12. Frozen Galleries (2:54)
13. Fraser's Frosted Festival (2:18)
14. Pull Your Strings (2:38)
15. Fires of Fantasm Forest (1:52)
16. A New Chieftess (1:41)
17. Motherly Mayhem (2:22)
18. Hidden Adventures (3:35)

## Отзывы
| Сводный рейтинг | Сводный рейтинг | Сводный рейтинг | Сводный рейтинг |
| Издание         | Оценка          | Оценка          | Оценка          |
| Издание         | 3DS             | PS3             | Xbox 360        |
| --------------- | --------------- | --------------- | --------------- |
| GameRankings    | 72,79 %         | 83,93 %         | 84,68 %         |